# دهستان نصرآباد (تفت)
دهستان نصرآباد نام دهستانی در بخش مرکزی شهرستان تفت، استان یزد در ایران و به مرکزیت روستای نصرآباد است. براساس سرشماری مرکز آمار ایران در سال ۱۳۸۵، جمعیت آن ۳۸۲۱ نفر (۱۲۵۶ خانوار) بوده‌است.

بر اساس دلایل تاریخی و شواهد جغرافیایی می توان ادعا کرد که پیشنیه نصرآباد پیشکوه به پیش از اسلام می رسد، بنابراین، بانی اولیه آن زرتشتی بوده که ممکن است نام او نرسی یا یکی از اشکال دیگر این کلمه بوده و در نتیجه آبادی به نام نرسی آباد نامیده باشند و به تدریج به صورت نصرآباد استعمال شده باشد. دهستانی ییلاقی و دارای آب و هوای خوب است که در شصت کیلومتری جنوب غربی یزد قرار دارد.
نصرآباد دارای مکانهای دیدنی نظیر چمنزار چشمه سفیدبا چشمه‌های آب جوشان و باغهای بزرگ و آباد است. قلعه درب سنگی شواز، غار نباتی گلو سرخ، چنار هزار و دویست ساله نصرآباد، امامزاده سیدابوالقاسم نصرآباد قرن ۵ هـ.ق.، پیرشیخ عزالدین داوود نصرآبادعارف قرن هفتم، سنگ نگاره‌های ۱۰۰۰۰ ساله رمه کوه وهس بخته و بسیاری سنگها و قبر نوشته‌های قدیمی از آثار باستانی این دهستان هستند. 
نصرآباد نخستین دهستان یزد است که به آن قهستان نیز می گویند.
همچنین روستای مزرعه حاجی زینل روستای همجوار نصرآباد است .
```
اصلیترین محصولات کشاورزی نصراباد محصولاتی همچون گندم، زرد آلو، توت، گردو، بادام، انگور، خیار و غیره است.
```